# Kimmari Roach
Kimmari Roach (ur. 21 września 1990) – jamajski lekkoatleta specjalizujący się w biegach sprinterskich. 
W 2014 zajął 8. miejsce w biegu na 60 metrów podczas halowych mistrzostw świata w Sopocie. W tym samym roku startował na igrzyskach Wspólnoty Narodów w Glasgow, podczas których biegł w eliminacjach jamajskiej sztafety 4 × 100 metrów. Roach nie znalazł się w składzie na bieg finałowy, a jego koledzy z reprezentacji sięgnęli po złoty medal.
Medalista mistrzostw Jamajki.

## Osiągnięcia
| Rok  | Impreza                    | Miejsce    | Konkurencja             | Lokata     | Wynik         |
| ---- | -------------------------- | ---------- | ----------------------- | ---------- | ------------- |
| 2014 | Halowe mistrzostwa świata  | Sopot      | bieg na 60 metrów       | 8. miejsce | 6,58          |
| 2014 | Igrzyska Wspólnoty Narodów | Glasgow    | sztafeta 4 × 100 metrów | 1. miejsce | 37,58 (elim.) |
| 2018 | Halowe mistrzostwa świata  | Birmingham | bieg na 60 metrów       | półfinał   | 6,65          |

## Rekordy życiowe
- Bieg na 60 metrów (hala) – 6,55 (2014)
- Bieg na 100 metrów – 10,12 (2014)